# Henk de Jonge (militair)
Hendrik Geert de Jonge (Doorwerth, 28 december 1916 – Capelle aan den IJssel, 12 december 2010) was een Nederlands verzetsstrijder in de Tweede Wereldoorlog en Ridder MWO. Hij was een Engelandvaarder en later terug in Nederland oprichter van de Spionagegroep Albrecht.

## Loopbaan
De Jonge werd op de KMA te Breda opgeleid tot officier. In 1938 werd hij benoemd tot tweede luitenant bij het Regiment Kustartillerie. Hij werd de eerste geheim agent van Bureau Inlichtingen en werd op 12 maart 1943 als organisator-parachutist gedropt. Tijdens een poging om via Frankrijk en Spanje weer naar Engeland te gaan werd hij op 1 september 1943 in de Pyreneeën opgepakt en naar Duitsland afgevoerd. Daar zat hij in verschillende gevangenissen en concentratiekampen tot de bevrijding in 1945. Na zijn vertrek werd Albrecht geleid door Theo van Lier (1916 - 1992) en nadien door Kees Brouwer (1919 - 2001).
Na de Tweede Wereldoorlog werd hij benoemd tot kapitein van het Wapen der Artillerie, Bureau Inlichtingen, voor de duur van zijn tewerkstelling. Op 16 juni 1946 werd hij op eigen verzoek eervol ontslagen uit de militaire dienst.

## Onderscheidingen
- Militaire Willems-Orde (MWO.4) (30 augustus 1948)
- Kruis van Verdienste (25 februari 1943)
- Huwelijksmedaille 1937
- Vaardigheidsmedaille van het NOC

De uitreiking van de Willems-Orde vond plaats op 7 okt 1948 op de Sonsbeekseweide in Arnhem. Koningin Juliana beëdigde haar moeder Prinses Wilhelmina en daarna respectievelijk oud-stuurman der koopvaardij B.B. Bakker, ritmeester der Cavalerie G.A. van Borssum Buisman, kolonel der Cavalerie W.C.J.A. van Lanschot, kapitein der Artillerie H.G. de Jonge, reserve-eerste luitenant der Infanterie M.J. Knottenbelt, C.P. van den Hoek, line-crosser J. de Landgraaf en dr. G.M.H. Veeneklaas.